# 圣雷米洛诺雷
圣雷米洛诺雷（法語：Saint-Rémy-l'Honoré，法語發音：[sɛ̃ ʁemi lɔnɔʁe]）是法国伊夫林省的一个市镇，属于朗布依埃区。

## 地理
圣雷米洛诺雷（48°45'23"N, 1°52'51"E）面积10.15 平方千米，位于法国法蘭西島大區伊夫林省，该省份为法国北部内陆省份，北起瓦兹河谷省，西接厄尔省，西南接厄尔-卢瓦省，东南接埃松省，东临上塞纳省。
与圣雷米洛诺雷接壤的市镇（或旧市镇、城区）包括：吉约讷河畔巴佐什、莱布雷维艾尔、夸尼耶尔、莱塞萨尔勒鲁瓦、茹阿尔蓬沙尔特兰、莱梅尼勒、莫德尔河畔勒特朗布莱。

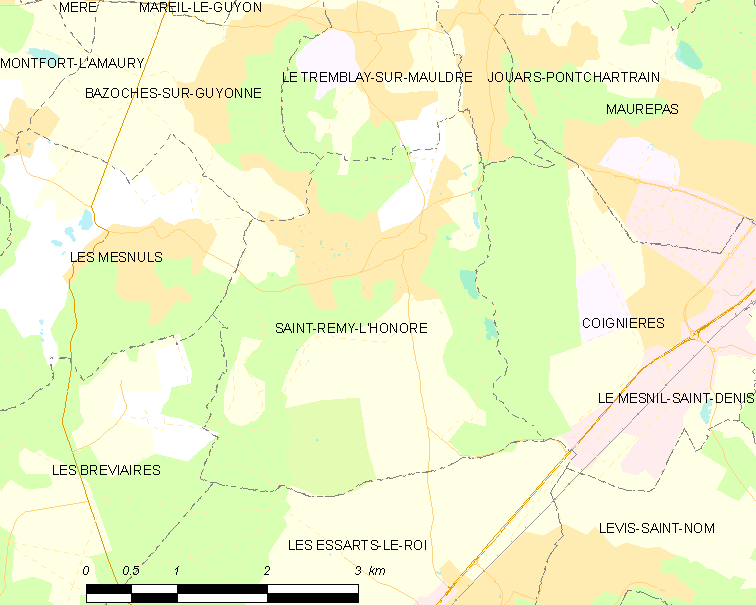
圣雷米洛诺雷的OSM定位图

圣雷米洛诺雷的时区为UTC+01:00、UTC+02:00（夏令时）。

## 行政
圣雷米洛诺雷的邮政编码为78690，INSEE市镇编码为78576。

## 政治
圣雷米洛诺雷所属的省级选区为欧贝让维尔县。

## 人口

1962-2008年间圣雷米洛诺雷人口变化图示

圣雷米洛诺雷于2022年1月1日时的人口数量为1689人。